# Myū Azama
Azama Mew (安座间美 Azama Myuu) (Hiroshima, 26 de diciembre de 1986) es una actriz y modelo japonesa, Azama firma su nombre "Mew" con caracteres romanji. Ella lo explica en su perfil 美优se lee de Mew. fui nombrado Kyoko Koizumi's famosa canción "MEW del alba' MEW. Por lo tanto, es la inscripción. se crio en la prefectura de Okinawa
Ella es graduada de la Okinawa Actor's School y fue miembro de BB waves (ondas o bebe) mientras que ella estaba allí antes de graduarse del grupo en el 2000.
Ella se convirtió en "Miss Seventeen" en octubre de 2002 y fue un modelo exclusiva para la revista Seventeen hasta graduarse de esa revista en 2006.
Antes de Pretty Guardian Sailor Moon, desempeñó un papel principal en un video para la canción "Taisetsu na Omoide" de la banda Echiura. Ella interpreta a una chica de la escuela secundaria que no está segura de sí misma después de recibir el segundo botón de un niño gakuran . También juega un poco con el voleibol de miembros de la banda. Primer papel notado internacionalmente fue como la amazónica Sailor Senshi del valor y el trueno, Sailor Jupiter en Pretty Guardian Sailor Moon. Sus coestrellas pensado en ella como muy juvenil y recatada, al contrario de su franqueza y carácter marimacho.
En octubre de 2006, que brillaba a la corona de la 38 "no hay modelo Grand Prix" de entre 5.000 solicitantes. De diciembre de 2006 a diciembre de 2007, que fue como un modelo exclusivo de la No-n la revista (Shueisha). Después de un año a no-No, ella se ha mudado a otra revista de moda dominante, CanCam.
El 3 de marzo de 2007, actuó en la cuarta "colección de Tokio niñas 2007 Primavera / Verano", como una de los 70 modelos en Japón.
El 24 de abril de 2007, se convirtió en "JTA (Japón Trans Ocean Air) niña de la imagen en 2007."
Desde abril de 2007, ha estado llevando a cabo en el programa televisivo de información para las mujeres Omo-San